# Campeonato Canadense de Patinação Artística no Gelo de 2018
O Campeonato Canadense de Patinação Artística no Gelo de 2018 foi a centésima sétima edição do Campeonato Canadense de Patinação Artística no Gelo, um evento anual de patinação artística no gelo onde os patinadores artísticos competem pelo título de campeão canadense nos níveis sênior, júnior e noviço. A competição foi disputada entre os dias 8 de janeiro e 14 de janeiro, na cidade de Vancouver, Colúmbia Britânica.

## Eventos
- Individual masculino
- Individual feminino
- Duplas
- Dança no gelo

## Medalhistas
| Evento                        | Ouro                            | Prata                            | Bronze                                  |
| Sênior                        |                                 |                                  |                                         |
| Individual masculino detalhes | Patrick Chan                    | Keegan Messing                   | Nam Nguyen                              |
| Individual feminino detalhes  | Gabrielle Daleman               | Kaetlyn Osmond                   | Larkyn Austman                          |
| Duplas detalhes               | Meagan Duhamel Eric Radford     | Julianne Seguin Charlie Bilodeau | Kirsten Moore-Towers Michael Marinaro   |
| Dança no gelo detalhes        | Tessa Virtue Scott Moir         | Piper Gilles Paul Poirier        | Kaitlyn Weaver Andrew Poje              |
| Júnior                        |                                 |                                  |                                         |
| Individual masculino          | Matthew Markell                 | Corey Circelli                   | Zoé Duval-Yergeau                       |
| Individual feminino           | Olivia Gran                     | Sarah-Maude Blanchard            | Victoria Bocknek                        |
| Duplas                        | Lori-Ann Matte Thierry Ferland  | Patricia Andrew Paxton Knott     | Gabrielle Levesque Pier-Alexandre Hudon |
| Dança no gelo                 | Marjorie Lajoie Zachary Lagha   | Olivia McIsaac Elliott Graham    | Ashlynne Stairs Lee Royer               |
| Noviço                        |                                 |                                  |                                         |
| Individual masculino          | Alec Guinzbourg                 | Aleksa Rakic                     | Brian Chiem                             |
| Individual feminino           | Amelia Orzel                    | Daria Carr                       | Sandrine Bouchard                       |
| Duplas                        | Brooke McIntosh Brandon Toste   | Marine Pouliot Alexandre Simard  | Camille Perreault Bryan Pierro          |
| Dança no gelo                 | Nadiia Bashynska Peter Beaumont | Miku Makita Tyler Gunara         | Amelia Boone Malcolm Kowan              |

## Resultados

### Sênior

#### Individual masculino
| Pos.              | Nome                    | Pontos | PC         | PL          |
| ----------------- | ----------------------- | ------ | ---------- | ----------- |
| Medalha de ouro   | Patrick Chan            | 272.24 | 90.98 (1)  | 181.26 (1)  |
| Medalha de prata  | Keegan Messing          | 259.25 | 85.65 (3)  | 173.60 (3)  |
| Medalha de bronze | Nam Nguyen              | 258.16 | 83.39 (5)  | 174.77 (2)  |
| 4                 | Elladj Baldé            | 250.28 | 84.91 (4)  | 165.37 (4)  |
| 5                 | Kevin Reynolds          | 249.30 | 86.20 (2)  | 163.10 (6)  |
| 6                 | Joseph Phan             | 241.71 | 78.01 (8)  | 163.70 (5)  |
| 7                 | Roman Sadovsky          | 233.67 | 78.72 (7)  | 154.95 (8)  |
| 8                 | Liam Firus              | 232.49 | 77.44 (9)  | 155.05 (7)  |
| 9                 | Nicolas Nadeau          | 227.51 | 79.56 (6)  | 147.95 (10) |
| 10                | Stephen Gogolev         | 220.81 | 72.61 (11) | 148.20 (9)  |
| 11                | Conrad Orzel            | 207.66 | 73.69 (10) | 133.97 (11) |
| 12                | Bennet Toman            | 198.91 | 68.83 (13) | 130.08 (12) |
| 13                | Samuel Angers           | 191.64 | 69.96 (12) | 121.68 (13) |
| 14                | Eric Liu                | 185.01 | 64.82 (14) | 120.19 (14) |
| 15                | Olivier Bergeron        | 180.92 | 63.61 (15) | 117.31 (16) |
| 16                | Jérémie Crevaux         | 177.75 | 60.32 (16) | 117.43 (15) |
| 17                | Dustin Sherriff-Clayton | 166.00 | 57.95 (17) | 108.05 (17) |
| 18                | Edrian Paul Celestino   | 153.71 | 56.14 (18) | 97.57 (18)  |

#### Individual feminino
| Pos.              | Nome                 | Pontos | PC         | PL         |
| ----------------- | -------------------- | ------ | ---------- | ---------- |
| Medalha de ouro   | Gabrielle Daleman    | 229.78 | 77.88 (1)  | 151.90 (1) |
| Medalha de prata  | Kaetlyn Osmond       | 218.73 | 71.41 (2)  | 147.32 (2) |
| Medalha de bronze | Larkyn Austman       | 169.62 | 53.96 (6)  | 115.66 (3) |
| 4                 | Alaine Chartrand     | 164.21 | 52.19 (9)  | 112.02 (4) |
| 5                 | Aurora Cotop         | 156.89 | 48.83 (14) | 108.06 (5) |
| 6                 | Kim Deguise-Léveillé | 154.41 | 49.70 (11) | 104.71 (6) |
| 7                 | Michelle Long        | 153.46 | 54.11 (4)  | 99.35 (8)  |
| 8                 | Alicia Pineault      | 152.21 | 49.43 (12) | 102.78 (7) |
| 9                 | Sarah Tamura         | 150.39 | 54.34 (3)  | 96.05 (9)  |
| 10                | Sophie Larouche      | 144.09 | 52.87 (7)  | 91.22 (11) |
| 11                | Kelsey Wong          | 142.90 | 48.95 (13) | 93.95 (10) |
| 12                | Emy Decelles         | 139.55 | 48.55 (15) | 91.00 (12) |
| 13                | Amanda Tobin         | 139.54 | 51.95 (10) | 87.59 (14) |
| 14                | Jane Gray            | 137.11 | 46.51 (16) | 90.60 (13) |
| 15                | Triena Robinson      | 136.91 | 53.96 (5)  | 82.95 (17) |
| 16                | Aislinn Ganci        | 136.52 | 52.77 (8)  | 83.75 (15) |
| 17                | Hélène Carle         | 123.17 | 39.90 (17) | 83.27 (16) |
| 18                | Maysie Poliziani     | 118.77 | 39.85 (18) | 78.92 (18) |
| WD                | Emily Bausback       | —      | — (WD)     |            |

#### Duplas
| Pos.              | Nome                                    | Pontos | PC        | PL         |
| ----------------- | --------------------------------------- | ------ | --------- | ---------- |
| Medalha de ouro   | Meagan Duhamel / Eric Radford           | 234.55 | 81.78 (1) | 152.77 (1) |
| Medalha de prata  | Julianne Séguin / Charlie Bilodeau      | 213.00 | 68.51 (2) | 144.49 (2) |
| Medalha de bronze | Kirsten Moore-Towers / Michael Marinaro | 209.85 | 68.28 (3) | 141.57 (3) |
| 4                 | Liubov Ilyushechkina / Dylan Moscovitch | 190.53 | 65.45 (4) | 125.08 (4) |
| 5                 | Evelyn Walsh / Trennt Michaud           | 182.87 | 62.61 (5) | 120.26 (5) |
| 6                 | Camille Ruest / Andrew Wolfe            | 177.54 | 60.18 (6) | 117.36 (6) |
| 7                 | Sydney Kolodziej / Maxime Deschamps     | 171.20 | 56.42 (7) | 114.78 (7) |
| WD                | Shalena Rau / Johann Wolkison           | —      | — (WD)    |            |

#### Dança no gelo
| Pos.              | Nome                                 | Pontos | PC         | PL         |
| ----------------- | ------------------------------------ | ------ | ---------- | ---------- |
| Medalha de ouro   | Tessa Virtue / Scott Moir            | 209.82 | 85.12 (1)  | 124.70 (1) |
| Medalha de prata  | Piper Gilles / Paul Poirier          | 192.08 | 78.37 (2)  | 113.71 (3) |
| Medalha de bronze | Kaitlyn Weaver / Andrew Poje         | 191.09 | 70.31 (4)  | 120.78 (2) |
| 4                 | Carolane Soucisse / Shane Firus      | 180.73 | 70.97 (3)  | 109.76 (4) |
| 5                 | Sarah Arnold / Thomas Williams       | 158.53 | 60.18 (6)  | 98.35 (5)  |
| 6                 | Haley Sales / Nikolas Wamsteeker     | 154.74 | 63.84 (5)  | 90.90 (6)  |
| 7                 | Molly Lanaghan / Dmitre Razgulajevs  | 146.22 | 57.38 (7)  | 88.84 (7)  |
| 8                 | Gina Cipriano / Jake Richardson      | 126.89 | 51.19 (8)  | 75.70 (8)  |
| 9                 | Ravie Cunningham / Cedar Bridgewood  | 122.78 | 47.36 (9)  | 75.42 (9)  |
| 10                | Vanessa Chartrand / Alexander Seidel | 111.31 | 42.38 (10) | 68.93 (10) |